# 豪尔赫·富梅罗
豪尔赫·富梅罗（西班牙語：Jorge Fumero，1968年8月29日—），古巴棒球运动员。他曾代表古巴国家队参加1996年夏季奥林匹克运动会棒球比赛，结果队伍获得一枚金牌。